# Sierra de Alcaraz

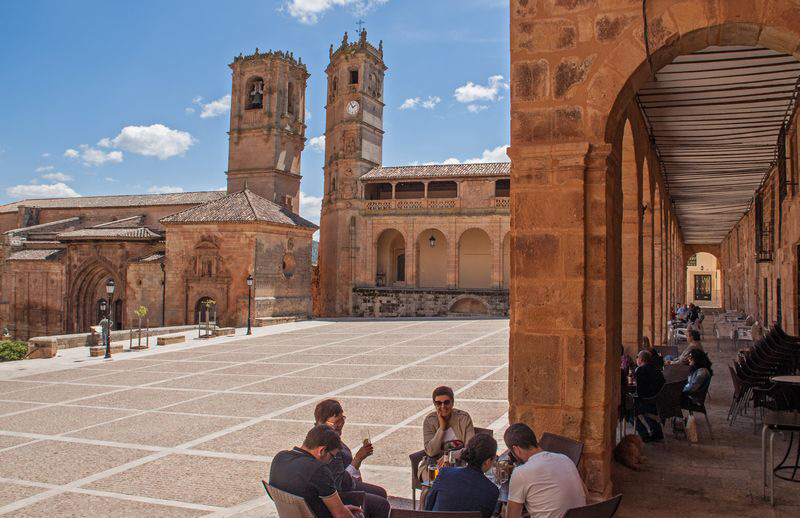
Hauptplatz von Alcaraz

Die Sierra de Alcaraz (arabisch الكرز الجبل) ist ein Gebirgszug in der Provinz Albacete in der Region Kastilien-La Mancha im Südosten Spaniens; sie gehört zur Betischen Kordillere und wird auf ihrer Südseite durch das Flusssystem des Río Segura entwässert. Zu ihren höchsten Gipfeln gehören der Pico Almenara (1796 m) und der Pico de la Sarga (1769 m).
Ein Gemeindeverband auf freiwilliger Basis (comarca) nennt sich Sierra de Alcaraz y Campo de Montiel. Bedeutendster Ort ist die Kleinstadt Alcaraz.

## Gemeinden(municipios)
| Nr. | Gemeinden                | Fläche (km²) | Höhe (ü. d. M.) | Einwohner 2016 |
| --- | ------------------------ | ------------ | --------------- | -------------- |
| 1   | Alcadozo                 | 99,58        | 925             | 688            |
| 2   | Alcaraz                  | 370,53       | 962             | 1.463          |
| 3   | Ayna (Albacete)          | 146,81       | 674             | 690            |
| 4   | Bienservida              | 90,73        | 893             | 634            |
| 5   | Bogarra                  | 166,01       | 820             | 920            |
| 6   | Casas de Lázaro          | 112,32       | 942             | 380            |
| 7   | Cotillas                 | 14,47        | 952             | 139            |
| 8   | Elche de la Sierra       | 239,49       | 670             | 3.711          |
| 9   | Masegoso                 | 103,87       | 1100            | 121            |
| 10  | Molinicos                | 143,59       | 823             | 893            |
| 11  | Paterna del Madera       | 112,34       | 1130            | 375            |
| 12  | Peñas de San Pedro       | 158,75       | 1015            | 1.428          |
| 13  | Peñascosa                | 189,26       | 1169            | 333            |
| 14  | Pozohondo                | 136,54       | 868             | 1.698          |
| 15  | Pozuelo (Albacete)       | 133,78       | 840             | 531            |
| 16  | Riópar                   | 80,92        | 920             | 1.410          |
| 17  | Robledo (Albacete)       | 120,08       | 1000            | 390            |
| 18  | Salobre                  | 49,53        | 931             | 523            |
| 19  | San Pedro (Albacete)     | 83,12        | 836             | 4.258          |
| 20  | Vianos                   | 128,04       | 1118            | 368            |
| 21  | Villapalacios            | 87,48        | 836             | 628            |
| 22  | Villaverde de Guadalimar | 69,08        | 780             | 359            |